# Steyrtalradweg

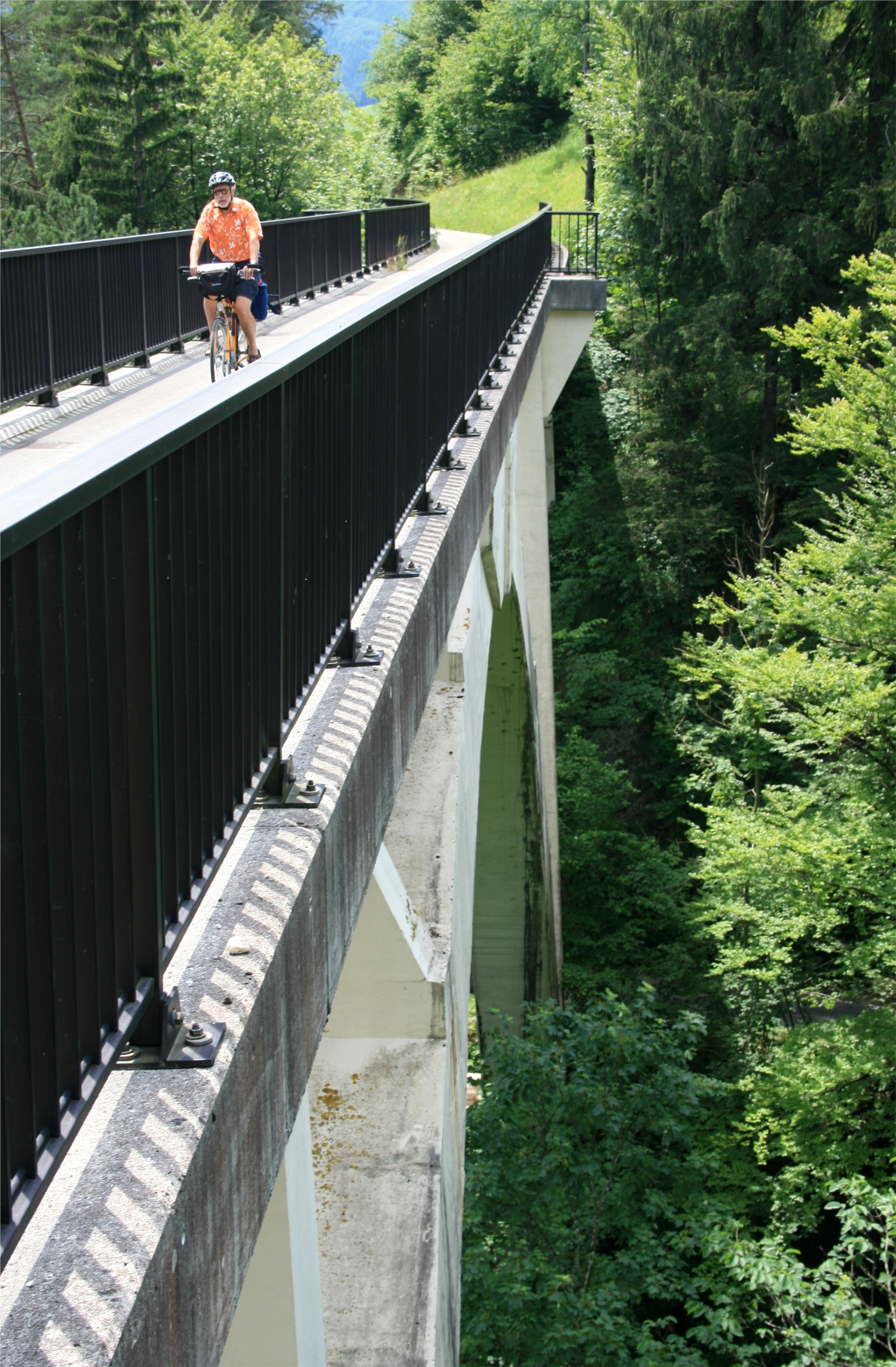
Brücke über den Tiefengraben beim Steyrdurchbruch

Der Steyrtalradweg (R8) in Oberösterreich ist 23,7 km lang und überwindet 150 Höhenmeter. Er verläuft auf einem stillgelegten Teilstück der Steyrtalbahn von Untergrünburg bis Klaus an der Pyhrnbahn.

## Streckenverlauf und Sehenswürdigkeiten
Er beginnt in Untergrünburg nahe dem Museumsbahnhof und folgt bis zur Steinwänd der Steyrtal Straße. Der Weg führt zuerst an dem, am anderen Steyrufer gelegenen, Steinbach  vorbei, durch den Auwald entlang des Flusses und bildet dort einen Naturlehrpfad. Dann in geringer Entfernung vorbei an der Pfarrkirche Obergrünburg und nach rund 8,7 km, oder 15,0 km von Klaus aus gesehen, direkt am Schloss Leonstein, einer seit 1945 als Landeskinderheim genutzten Barockanlage, vorbei. Bald darauf, bei Kilometer 12,3/11,4 bei Molln kreuzt der Weg die Mollner Landesstraße, östlich in etwa 1,5 km Entfernung befindet sich das Nationalpark-Zentrum Molln.
Der Weg folgt in seinem gesamten Verlauf der Steyr, besonders von Molln bis zum Steyrdurchbruch ermöglicht der Weg Einblicke in die bis zu 40 Meter tiefe Steyrschlucht. Beim Steyrdurchbruch führt der Weg über die ehemalige Eisenbahnbrücke über den Tiefengraben. Hinter der daneben verlaufenden Straßenbrücke befindet sich das Jugendstilkraftwerk Steyrdurchbruch. Danach, kurz vor der Steinwänd, erscheint am anderen Steyrufer die Wallfahrtskirche Frauenstein. Beim Gasthof Steinwänd (km. 20,8/2,9) mündet der Kremstalradweg ein. Nach der Abzweigung bei der Steinwänd verläuft der Weg entlang der Pyhrnpass Straße bis zum Klauser Bahnhof, dem Endpunkt. In unmittelbarer Nähe liegt der Klauser Stausee.

## Nutzung und Bauwerke
Mehrere kurze Teilstücke dienen als Zufahrten für Anrainer, dies ist durch Radwegschilder gekennzeichnet. Die ehemaligen Bahnhöfe Leonstein und Molln sind erhalten und heute Wohnhäuser. Eine Brücke führt über den Schmiedleitenbach bei Schloss Leonstein. Die Plangrabenbrücke kurz vor dem Steyrdurchbruch ist denkmalgeschützt (Listeneintrag), ebenso die größere Tiefengrabenbrücke beim Steyrdurchbruch (Listeneintrag). Der ehemalige Endbahnhof der Steyrtalbahn, Klaus, ist auch heute noch als Bahnhof Klaus der Pyhrnbahn in Betrieb.

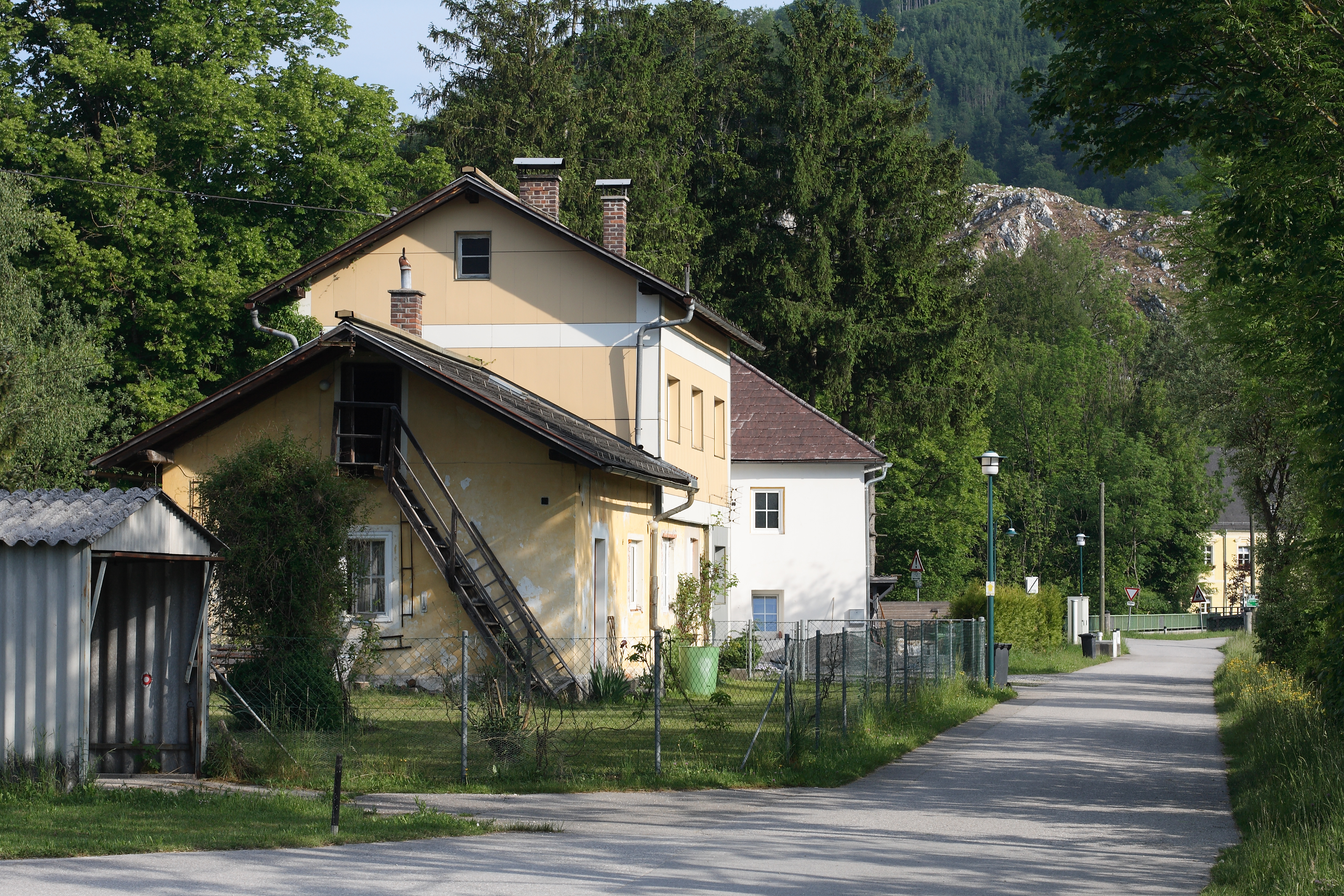
Ehemaliger Bahnhof Leonstein, im Hintergrund Schloss Leonstein. Dieser Abschnitt dient als Zufahrt für Anrainer
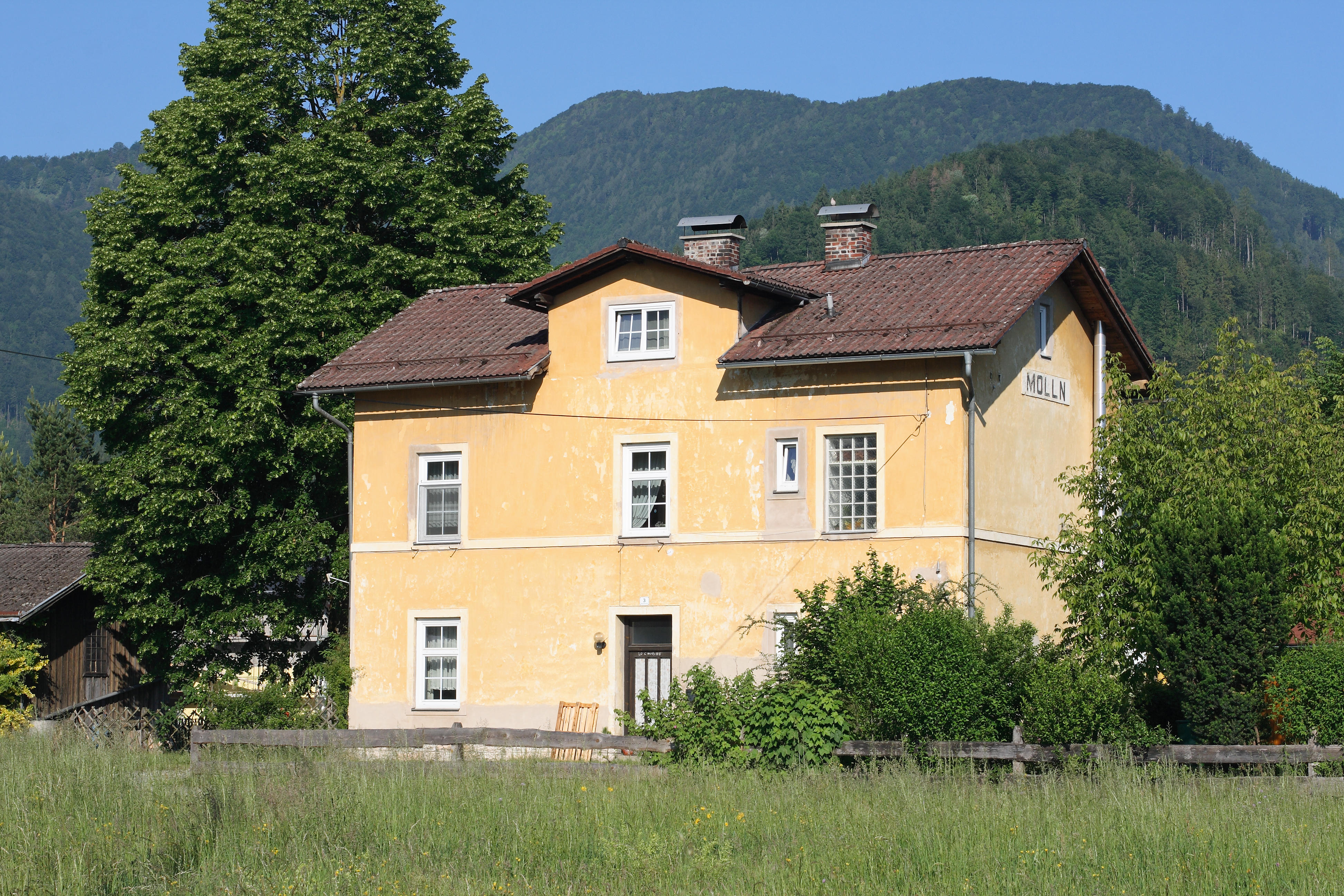
Der ehemalige Bahnhof Molln
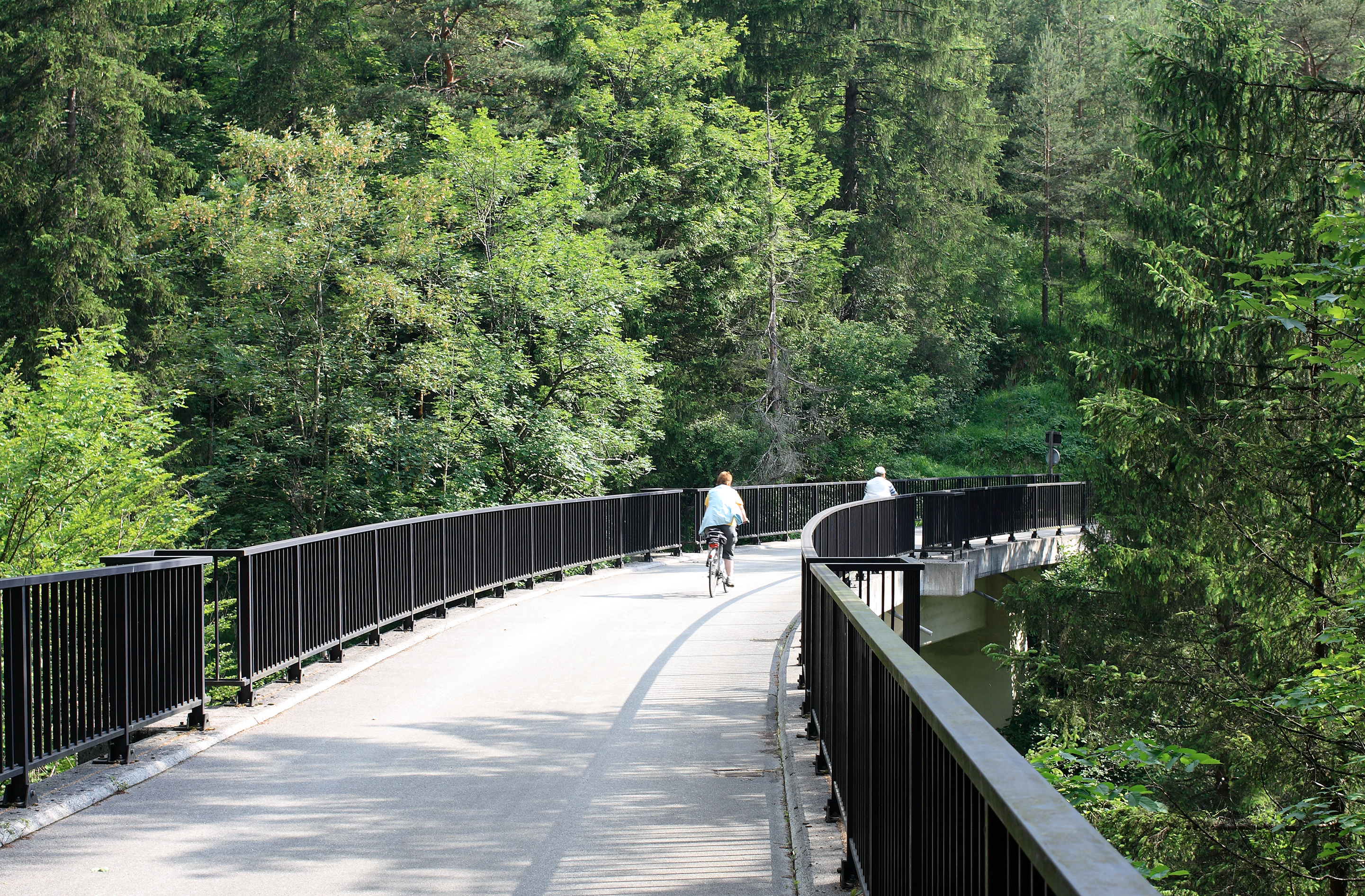
Plangrabenbrücke
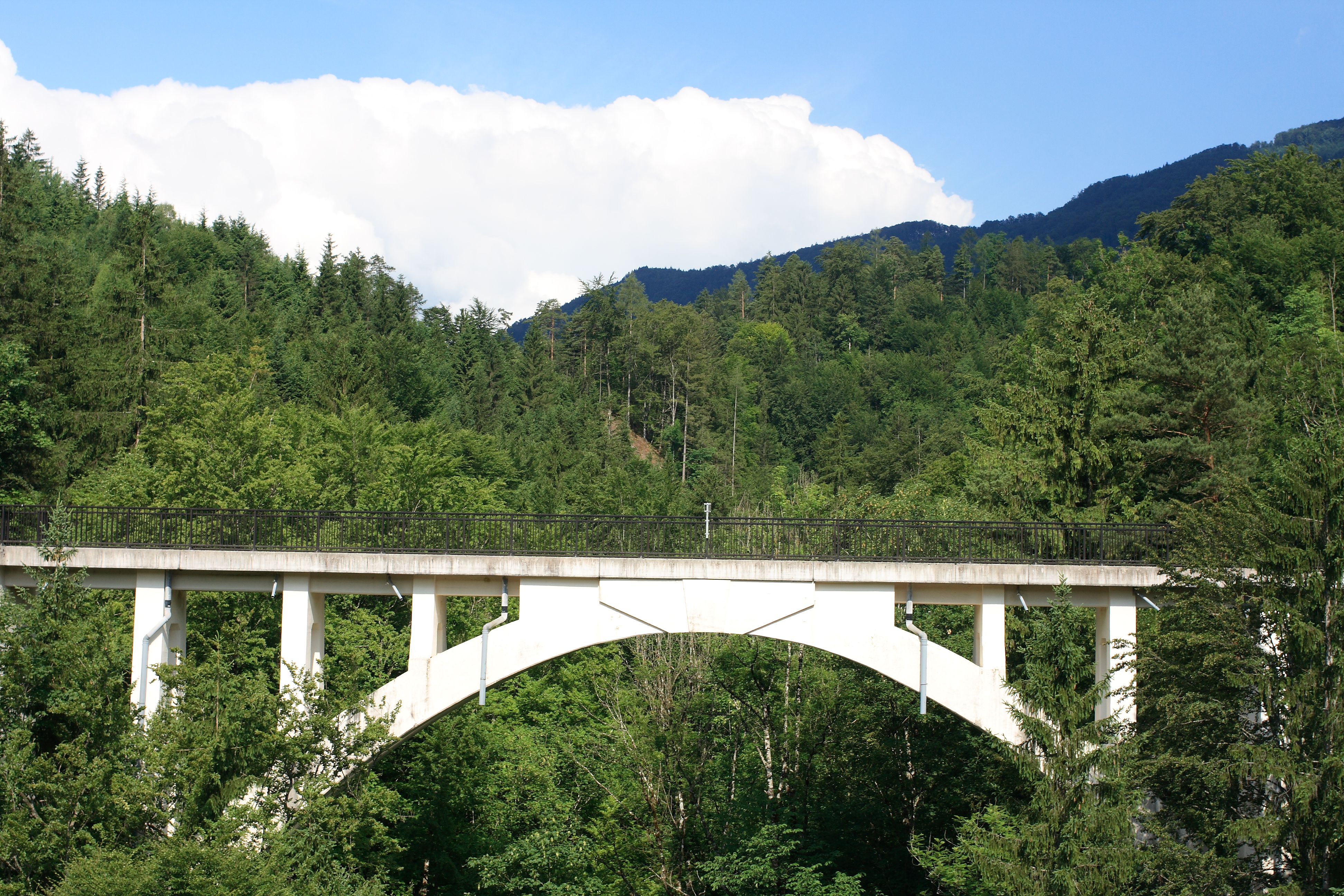
Tiefengrabenbrücke
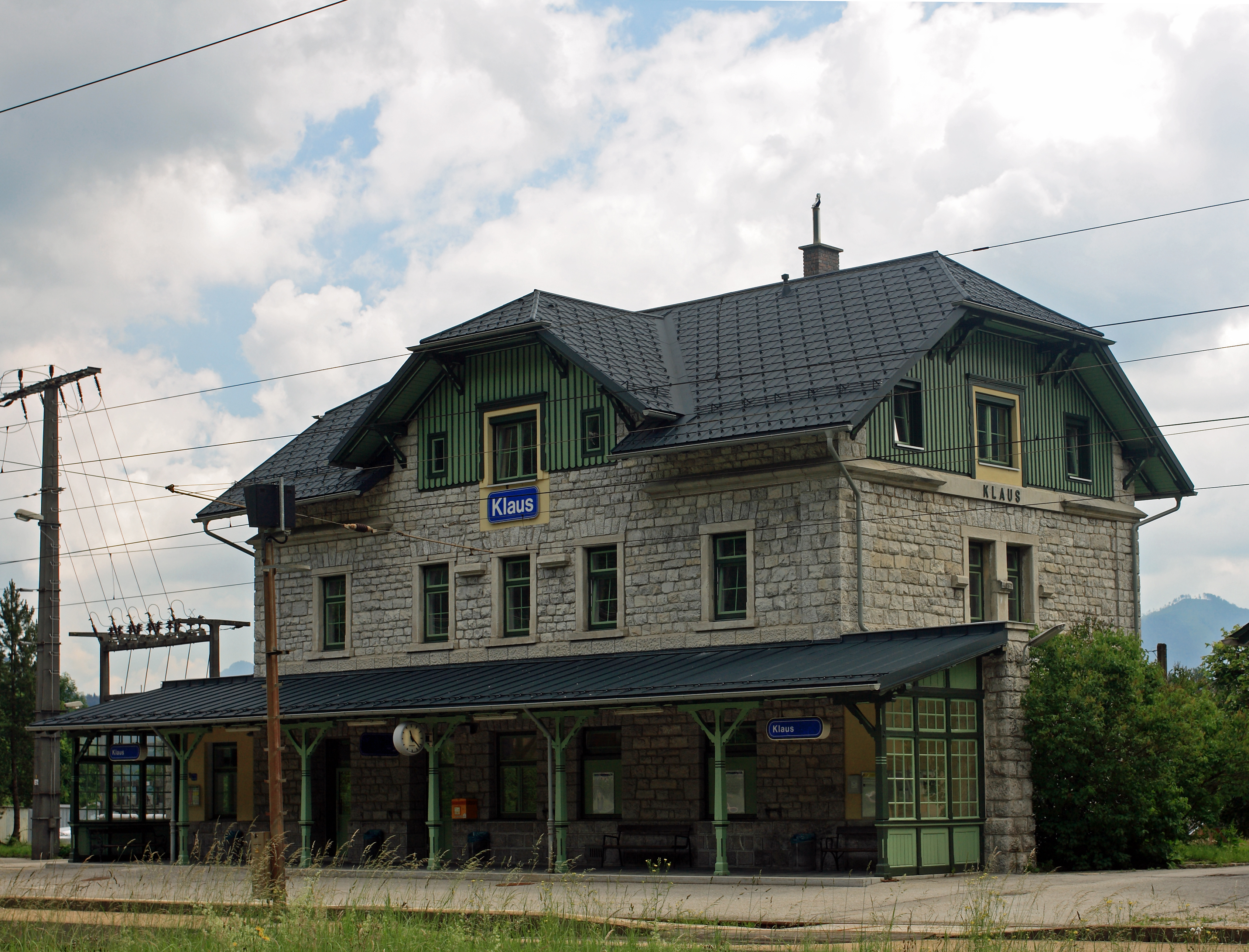
Der Bahnhof Klaus

## Anfahrt
Der Weg kann vom Steyrer Lokalbahnhof mit der Museumsbahn (mit Fahrradtransport) erreicht werden. Eine andere Möglichkeit für Radfahrer sind Nebenstraßen entlang der Bahnstrecke (17 km.). Diese werden im erweiterten Sinne zum Steyrtal-Radwanderweg gezählt, allerdings herrscht dort gewöhnlicher Verkehr.